# Dieter König (Autor)
Dieter König (geboren am 6. Mai 1946 in Nürtingen) ist ein deutscher Schriftsteller, Journalist, Herausgeber und Verleger.

## Leben
König veröffentlichte in den 1980er Jahren zwei Science-Fiction-Romane in der Reihe Heyne Science Fiction. Seither arbeitete er als Autor und Koautor in den Bereichen Computer, Marketing und Finanzen und war mehrere Jahre lang Redakteur bei der Zeitschrift Der Profi. Er ist Gründer des Sarturia Verlag e.K. Autoren Service und des Förderverein Sarturia Autorenschule e.V., wo Selfpublishern nützliche Kenntnisse und schriftstellerische Fertigkeiten vermittelt werden sollen. König erscheint auch als Herausgeber einer Reihe im Sarturia-Verlag erschienener Anthologien.

## Bibliografie
Romane
- Feuerblumen. Heyne SF&F #3947, 1983, ISBN 3-453-30875-1.
- Betondschungel. Heyne SF&F #4216, 1985, ISBN 3-453-31193-0.
- Die Perlen von Sarturia. Fantasy. Web-Site-Verlag, Ebersdorf 2006, ISBN 3-935982-73-9.
- Ringfalle. Sarturia, Unterensingen 2. Aufl. 2008, ISBN 978-3-940830-01-2.
- Gateway Stuttgart. Sarturia, Unterensingen 2012, ISBN 978-3-940830-07-4.
- mit Andreas Gross und Stefan Junghanns: Sternenhammer 3: Die Ehre des Jägers. Sarturia, Unterensingen 2017, ISBN 978-3-940830-98-2.

Sachliteratur
- mit Jörg Layes: Verkaufserfolge steigern durch den Computer : Welche Vorteile computer aided selling im täglichen Sales-Business heute schon bietet. Möwe, Idstein 1993, ISBN 3-925127-56-9.
- mit Peter P. Talkenberger: Die besten Verkaufstechniken im Anlagebereich : wie Anlage-, Finanz- und Vermögensberater ihren Verkaufserfolg deutlich steigern können. Möwe, Idstein 1993, ISBN 3-925127-45-3.
- mit Jörg Layes: Neue Computerlösungen für die Finanzdienstleistungsbranche. Möwe, Idstein 1994, ISBN 3-925127-58-5.
- mit Horst A. Mehler: Abenteuerliche Leben : die wildesten Geschichten, die wagemutigsten Abenteurer, die unglaublichsten Begebenheiten. Möwe, Idstein 1995, ISBN 3-925127-64-X.
- Sarturia-Autorenschule: Abenteuer. Sarturia, Unterensingen 2008, ISBN 978-3-940830-03-6.
- Sarturia-Autorenschule: Marsianer Sonderausgabe. Sarturia, Unterensingen 2015, ISBN 978-3-940830-85-2.

als Herausgeber
- Science-Fiction-Stories. Sarturia, Unterensingen.
  - Sammelband 1: Die Null-Matrix. 2007, ISBN 978-3-940830-00-5.
  - Sammelband 2: Das Glaskuppelprinzip. 2008, ISBN 978-3-940830-02-9.
  - Sammelband 3: Im Urknall war es still. 2010, ISBN 978-3-940830-04-3.
  - Sammelband 4: Paradoxon. 2011, ISBN 978-3-940830-06-7.
- Vor verschlossenen Pforten : Anthologie. Sarturia, Unterensingen 2017, ISBN 978-3-940830-44-9.
- Nur beim Träumen frei : Anthologie : Gegenwartsliteratur. Sarturia, Unterensingen 2018, ISBN 978-3-946498-03-2.